# 人生劇場 飛車角
『人生劇場 飛車角』（じんせいげきじょう ひしゃかく）は、1963年公開の日本映画および、同作含む全3作からなる映画シリーズ。製作・配給：東映、監督：沢島忠、主演：鶴田浩二。本項ではシリーズ作品3作について記述する。

## 概要
尾崎士郎の小説『人生劇場』は、尾崎本人をモデルにした青成瓢吉を主人公とした長編文芸小説である。同書は「青春篇」「愛慾篇」「残侠篇」「風雲篇」「離愁篇」などに分かれ、それぞれの各所を活かし、この作品以前に7度、現在までに14度、映画会社や監督を変えて制作されている（人生劇場#映画）。これらの作品は同一シリーズを除いて直接的な繋がりはないが、本作以前は全て、瓢吉を主役に据えた物語であった。しかし岡田茂は初めて「残侠篇」の主人公である侠客・飛車角の生き様にスポットを当てることを着想し、「やくざ路線」を構想した。本作は『人生劇場』＝ヤクザという通念を生み出すほどの成功を収めた。このため本作は今でいうスピンオフ映画の先駆けとも評される。

## 人生劇場 飛車角
『人生劇場 飛車角』（じんせいげきじょう ひしゃかく）は、1963年3月16日公開。シリーズ第1作。カラー、シネマスコープ（2.35:1）、95分。
尾崎士郎原作の小説『人生劇場』シリーズを、当時東映東京撮影所（以下、東撮）所長だった岡田茂（のち、同社社長）が大きく翻案した、「仁侠映画」「ヤクザ映画」ジャンルの嚆矢となった作品である。配給収入は2億8800万円。大ヒットし、以降2作品が製作された。

### あらすじ（第1作）
大正時代。遊女のおとよと駆け落ちしてきた飛車角こと小山角太郎は、「小金一家」の小金親分の配慮で深川に隠れ住んでいた。小金一家は「丈徳組」と喧嘩になり、一宿一飯の義理がある飛車角は宮川と熊吉を連れて、その首魁・丈徳を刺し殺す。逃走中に逃げ込んだ庭先で出てきた初老のバクチ打ち・吉良常こと太田常吉は「おめえさん、無職（ぶしょく）だね」と事情を聞かずに彼をかくまう。義理のためとはいえ人を殺し女房を残していく飛車角の心をおもんぱかった吉良常は、「しょせんヤクザの行く道は赤い着物（＝囚人）か白い着物（＝死者）か」と渡世の定めを語り、吉良常は親分の忘れ形見である青成瓢吉のことを語る。飛車角は警察に自首して懲役5年を食らい、おとよは小金の弟分の奈良平が預かる。
深川不動の夏祭りへ出かけた奈良平とおとよだが、そこで小金が何者かに暗殺される。奈良平の表情で真相を察したおとよは逃げ出し、宮川にかくまわれる。似通った境遇の2人はやがて結ばれるが、宮川はおとよが飛車角の情婦だと知り青ざめる。そんな中、飛車角が恩赦で出所する。迎えに出た吉良常はおとよの事情を話す。おとよを諦めた飛車角は吉良常に誘われ、吉良へ向かう。
酒屋の女・お千代に慕われながら吉良の街で平和に暮らす飛車角だが、そこへ宮川とおとよが現れる。飛車角は黙って2人を許した。それからしばらくして、吉良の地の「仁吉祭り」を巡って吉良常と浜勝がいさかいを起こす。飛車角は浜勝に祭りへ指一本触れさせないよう念書を取る。浜勝は飛車角の男意気に感服する。そこへ熊吉がやってきて、「小金暗殺の真相を知った宮川が単身で奈良平に殴り込んで殺された」と告げる。飛車角は引き止めるお千代を振り切って東京へ戻る。
奈良平は飛車角を迎え撃つために総力を結集する。おとよは泣きながら飛車角を止めるが、飛車角はそれを振り払い、「あの世で逢おうぜ」と言い残して去った。奈良平と手下が待ち構える屋敷へ向かい、飛車角は坂道を登って行った。

### スタッフ（第1作）
- 企画：岡田茂、亀田耕司、吉田達
- 監督：沢島忠
- 脚色：直居欽哉（実際は鈴木尚之）
- 原作：尾崎士郎
- 撮影：藤井静
- 録音：大谷政信
- 照明：川崎保之丞
- 美術：進藤誠吾
- 編集：田中修
- 音楽：佐藤勝
- 主題歌：村田英雄「人生劇場」（作詞:佐藤惣之助 作曲、編曲:古賀政男）

### 出演者（第1作）

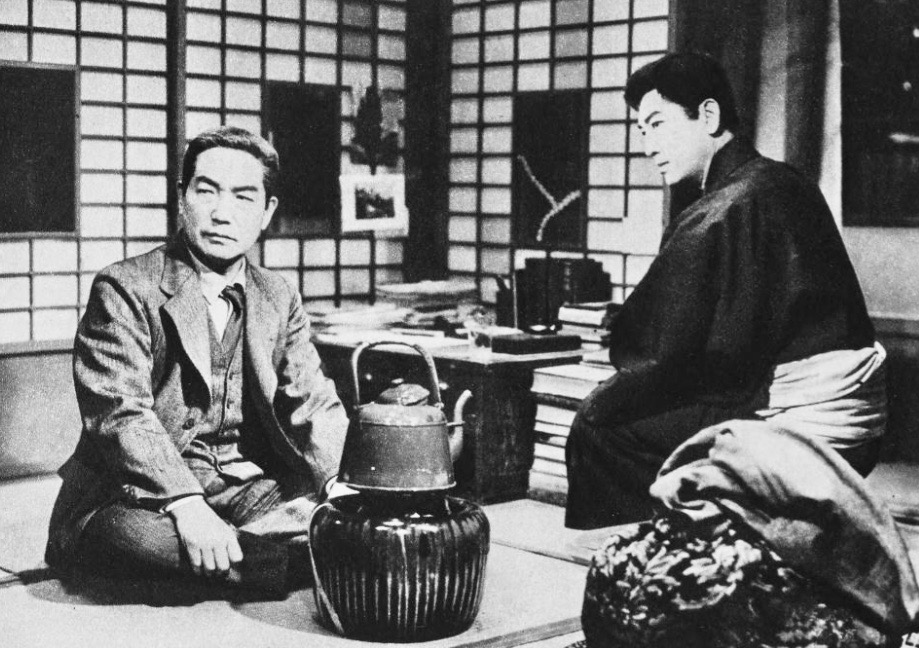
月形龍之介、鶴田浩二

- 飛車角：鶴田浩二
- おとよ：佐久間良子
- 宮川健：高倉健
- 吉良常：月形龍之介
- 青成瓢吉：梅宮辰夫
- 小金：加藤嘉
- 寺兼：村田英雄
- おいてけ堀の熊吉：曽根晴美
- 奈良平：水島道太郎
- 杉田清七：田中春男
- 浜勝：山本麟一
- お千代：本間千代子

### 製作（第1作）

#### 企画
当時東撮所長だった岡田茂が「いままでと同じでは当たるまい」と『残侠篇』の脇役の1人に過ぎない飛車角こと小山角太郎に着目し、全く違った『人生劇場』を作るよう指示を出す。こうして生まれたのが、この『人生劇場 飛車角』である。当時の東映は、粗製濫造を招いた第二東映の失敗もあり、テレビの抬頭もあって一連の時代劇やひばり映画の客足が遠のき、時代劇ではお客を集められなくなっていた。大川博社長からの表向きの理由は東撮の立て直しであったが、当時京撮の労働組合が騒いでいて、岡田を京都に置いていると一戦交えるのではないかと危惧して岡田を東京に飛ばしたものだった。東映では京都撮影所（以下、京撮）より格下にあたる東撮に左遷させられた岡田は、古手の監督を一掃して若手監督を一気に抜擢し東撮は活気が出てきたが、1962年4月に公開した『太平洋のGメン』から「東映ギャング路線」を敷いて東撮を軌道に乗せ、1963年3月16日公開の本作から「東映任侠路線」を敷き、京撮所長復帰後も任侠路線を柱に東映再建を成し遂げた。任侠路線は時代劇の衰退で模索を続けていた東映の第二の黄金期をもたらした。任侠路線は岡田をして「東映はやくざ映画で生き残れたんだよ、分かりやすくいえば」と言わしめるほどの大成功であった。任侠路線は「東映映画は不良性感度の映画」と公言した"岡田イズム"の象徴となった。

#### 監督・キャスティング
日本の映画産業のピークは1958年から1960年で、1960年代に入ると映画は娯楽産業の花形から急速に転落したが、メロドラマの松竹は業績がまだ良かった。岡田はやくざ映画なら松竹に対抗できる、青成瓢吉を主人公にしないで、侠客の飛車角に絞れば当たると、プロデューサーの勘が働いた。岡田は「やくざに共鳴するところがあったと思う」と話している。本作は時代劇が撮れる監督を使わないと無理だと、岡田は沢島忠監督を京撮から呼び寄せた。撮影期間も短く周囲はベテラン監督を推したが、岡田が沢島の起用を決めた。飛車角に鶴田浩二、吉良常に月形龍之介、飛車角の情婦おとよに佐久間良子、おとよを知ったために死地に赴く男、宮川に高倉健。これらの配役は岡田の強い意向によるもの。片岡千恵蔵を軸にした従来の東映的キャスティングを捨てたところが岡田の新しい発想だった。沢島は時代劇映画、特にひばり映画の巨匠として名を馳せており、自身もまた低迷期を迎えていた。主演の鶴田浩二も岡田と俊藤浩滋の招聘により東映に移籍してからは、かつてのような大ヒットに恵まれず、やはり低迷していた。一方、相方の佐久間良子も東映看板女優としての美貌を誇りながら、清純派から演技派への脱皮を果たせずに思い悩んでいた。
そうした、沢島曰く「三すくみの背水の陣」で臨んだこの作品は、沢島も東撮に単身乗り込み撮影を敢行。出演者、スタッフは全員連日撮影所に泊まり込み、突貫撮影の二週間で撮り上げた。全く新しいスピード感に溢れた時代劇は、村田英雄の曲を主題歌に据えて大ヒット作品となった。これにより沢島、鶴田、佐久間はそれぞれ息を吹き返し、岡田もまた経営者としてやがては頂点までその階を昇って行くこととなる。
鶴田浩二は本作で"着流しヤクザ"という生涯のはまり役にめぐりあった。
佐久間良子もそれまでのお嬢さん女優からは考えられないような、女郎役という汚れ役を体当たりで熱演し、見事演技開眼した。鶴田とのゴシップによって本当の意味での"女"になったとも伝えられている。
高倉健は「ギャング路線」で主役を張るようになっていたが、本格的な大作の準主役は初の抜擢。高倉のスター性をいち早く見抜き、不発続きの高倉を辛抱強く使い続けた岡田は、非の打ちどころのない二枚目鶴田に筋金入りのお嬢様女優佐久間に、時代劇の重鎮・月形龍之介の客演も決まったが「何か足りない。何かもう一つインパクトが欲しい」と懸命に考え高倉の抜擢を決めた。「あんたはそんないい顔してなあ、スタイルもよくて、大スターにならんわけがないじゃないか。今度の役は面白いぞ。一人の女に惚れこんで、その女を兄貴分と二人で奪いあうという男の役だから。この役は何でもないようだけど、絵の中で非常に光ると思うがな」とハッパをかけた。岡田は、そろそろ高倉が大きく飛躍する時期にさしかかっていると見ていた。高倉は岡田の起用に応え、義理と人情に生きる侠客の宿命を体ごとたたきつけて従来の甘さを一掃し、ムンムンするような男の魅力を発散、本作をターニングポイントとし、東映の看板スターとなる切っ掛けを掴んだ。飛車角（鶴田）への義理とおとよ（佐久間）への愛との板挟みで苦悩する役柄は、高倉のキャリアを通じてもこれ一本だけとも言えるものである。岡田は本作の高倉の好演を観て「（昭和）39年度には高倉を一億円スタア（＝1億円を稼ぐような看板役者の意）に仕立てる」と宣言した。スターであることを宿命づけられた高倉は以降、無口で禁欲的で任侠道を貫く男という像を壊さぬよう真の映画スターとしての生き方を貫いた。

#### 脚本
脚本（脚色）は直居欽哉名義だが、実際は鈴木尚之である。岡田が直居の脚本を気に入らず、急遽、鈴木尚之を呼んで、懐刀・吉田達プロデューサー、沢島監督を神楽坂の旅館に閉じ込め、連日徹夜の一週間で脚本を書かせた。これに本作の主演に並々ならぬ情熱を傾ける鶴田も参加した。鈴木尚之はこの年、全て岡田からの指示で『人生劇場 続飛車角』（相井抗名義）『武士道残酷物語』『宮本武蔵 二刀流開眼』『五番町夕霧楼』『おかしな奴』と6本の脚本を担当。以降、岡田のプロデュース作品に起用され、脚本は全て岡田と話し合いを重ねて完成させた。これらのハードな仕事をこなした信頼から岡田に『飢餓海峡』の脚本に抜擢され、代表作とした。鈴木はここから巨匠たちに脚本指名を受け、"巨匠キラー"と呼ばれるようになった。"巨匠キラー鈴木尚之"を作り出したのは岡田だった。

#### 主題歌
本作の主演に賭ける情熱の凄い鶴田は、主題歌を村田英雄の「人生劇場」にするという会社案にも猛反対した。ところが鶴田は銀座のクラブで村田と知り合い意気投合、村田は鶴田から「一緒に組もう。鶴田と村田が力を合わせて、東映で男の路線を作ろう」と言われ、「鶴田さんの口利きで『人生劇場 飛車角』を皮切りに八年間に渡って東映に世話になった」と村田は話している。村田のヒット曲の主題歌起用は東映では「王将」に続いてのもので、村田は高倉の兄貴分、代貸し役でも出演する。東映は村田のヒット曲の映画化を目論んで、村田の取り込みを謀っていた。村田も「歌同様、映画に中にも新しい"村田英雄像"を作り出したい」と意気込み、東映の任侠映画を中心に映画スターとしても活躍する。8年後に役者業をきっぱり止めたのは、歌手との両立に悩んでいた時、中村鴈治郎に諭されたからという。
本作に描かれた義理と人情と男の悲哀は大衆心理を掴み取り、その中で生きるヤクザ者の姿は、全共闘の学生を中心に熱狂的な支持を集めた。「やくざを美化するな」と散々叩かれたが、岡田は自身の代名詞であるヤクザを主体に据えた新しいジャンル「ヤクザ映画」を路線化し「東映任侠路線」を敷き、日本映画界が下降を辿りつつある状況の中で、約10年の間人気を保った。ひとつの作品傾向が、これほど長く続いたのは異例で、以後、女ヤクザ、実録路線、東映セントラル、Vシネマなどを通して現在にまでその息吹を伝えている。

#### 深夜興行の拡大
東映が直営館で深夜興行が週末に実施されるようになったのは1963年3月末で、第一弾が本作、『人生劇場 飛車角』／『東京アンタッチャブル 脱走』であった。東映やくざ映画の発展と同調して深夜興行も拡大していった。1960年代後半からはやくざ映画にエロ映画（東映ポルノ）も加わり、"不良性感度"溢れる作品を量産、1950年代は「御家族揃って楽しめる東映映画」をモットーとした東映はすっかり様変わりし、今日続く東映イメージを形作った。

#### 任侠路線への転換
「任侠の世界を分かりやすく見せれば、観客の興味を引くことができる」本作の成功でそう確信した岡田は、京撮でも任侠映画を時代劇にかわるメイン路線に据えようと考えた。「侠客を主人公にした作品は、清水次郎長や国定忠治など、時代劇にも存在している。それらはいずれも、義理人情を大事にする"義侠心の侠客"と"外道の侠客"との対決を描いた勧善懲悪のストーリーになっている。それをそのまま明治～昭和初期を舞台に焼き直せばいい。それなら分かりやすい娯楽を求める旧来の東映ファンからも、新しさと激しさを求める若い観客からも受け入れられるだろう。その上、ヤクザには出入り（乱闘）がある。その立ち回りをクライマックスに持っていけば、時代劇で培ったノウハウのまま製作することができる。舞台を明治～昭和初期に限定すれば、役者は時代劇の所作芝居から大きく変える必要もないし、時代劇の日本家屋セットもそこへ回せる。
任侠映画またこの路線にはもう一つ利点があった。京撮には岡田の師匠・マキノ光雄直伝の「泣く、笑う、（手に汗）握る」という三要素を必ず物語に取り入れよ、という教えがあったが、岡田は当時の観客にはそれだけでは通じないと考えていた。当時、家族向けの旧来の健全な映画は洋画邦画問わず、観客に見放される一方で、イタリアのグァルティエロ・ヤコペッティ監督の残酷ドキュメントや、マカロニウエスタン、ピンク映画といった成人男性向けの毒々しい映画がブームを起こしていた。こうした新時代の嗜好に応えるべく、先の三要素にもう一つ加える。それが「覗く」だった。これが〔不良性感度〕の提唱に至る。ヤクザは一般人には閉ざされた未知の世界。その禁断の世界を覗き見的な好奇心を刺激することができる。岡田はそう考えた。東映任侠路線は「映画には不良性がなければダメだ」という岡田イズムの象徴であった。
明治、大正、昭和初期を舞台に着流し姿の主人公が義理と人情の相克に中を悪玉と闘うドラマは、その勧善懲悪のパターンといい、日本的情緒の強調といい、ラストの大殺陣といい、かつての時代劇を"半時代劇"として甦らせたものだった。この"半時代劇"というのがミソで、時代劇のチャンバラの場合はラストの立ち回りは舞踏的であるが、任侠映画のラストの殴り込みは血みどろの殺し合いとして描かれる。その迫力は現在的な感覚に基づき、その現在性をベースに、あくまで時代劇に似た美しい夢として、任侠道を貫く主人公の闘いを謳い上げた。1960年代後半、学園紛争が全国的に荒れ狂った時、闘う学生たちが東映やくざ映画に魅せられたのは、自身の境遇と重ね合わせたからである。
本作の大ヒットにより、岡田は東撮で仁侠路線を敷き、「人生劇場 飛車角」の続編二本の他、1963年7月、村田英雄主演で『浅草の侠客』（佐伯清監督）、10月、鶴田浩二主演で『昭和侠客伝』（石井輝男監督）をプロデュースし成績を伸ばし、1964年2月、京撮所長に再び戻った岡田は不振の時代劇を横目に、仁侠映画を興行の重要週間に配していく。7月鶴田浩二主演『博徒』松島114、8月高倉健主演『日本侠客伝』、10月鶴田浩二主演『監獄博徒』、これらは全てが大ヒットした。これを受け1965年、会社の看板でもある正月映画から時代劇を創業以来初めて外し、鶴田浩二主演で任侠大作『博徒対テキ屋』をラインナップした。仁侠路線を成功させるべく、岡田は俊藤浩滋を外部から招きいれた。俊藤は先に挙げたように鶴田浩二の移籍や水原茂監督の東映フライヤーズ移籍など裏で動いていたが、俊藤が岡田に「プロデューサーにして欲しい」と頼んできたため、正式に任侠路線を統括するプロデューサーとして任じた。
1965年、最大の稼ぎ頭だった中村錦之助主演の『徳川家康』、『冷飯とおさんとちゃん』が相次いで不入りに終わると岡田は遂に東映伝統の時代劇からの撤退を宣言する。この年予定されていた時代劇は大半を製作中止させた。大川博社長からの重要なミッションであった京撮のリストラと合わせ、1965年を境に岡田は映画は任侠映画のみ製作、時代劇は全てテレビで製作するという大改革を行う。テレビの視聴者と競合しない観客の獲得を狙い、やくざ映画や好色路線（東映ポルノ）など〔不良性感度〕の高い映画を積極的に製作する方針を打ち出し、邦画が停滞する中で岡田は「世の指弾を浴び、当局に睨まれながら」ヤクザ路線や好色路線を推進した。本作を嚆矢とする東映ヤクザ映画は、一応の製作終了を宣言した1994年の『首領を殺った男』まで280本を数えた。

#### やくざ映画という呼称
「やくざ映画」という呼称が一般化したのも本作からである。翌1964年に、いずれも岡田が企画した『博徒』と、高倉健主演の『日本侠客伝』が大ヒットし、これらをシリーズ化し、ヤクザ映画を量産し始め、その数が急増するにつれて、東映自ら一連の企画を「やくざ路線」と呼称しはじめた。
この「やくざ路線」的な企画が他社にも波及しはじめたとき、ジャーナリズムがそれらを一括して「やくざ映画」と呼びはじめたのである、と『キネマ旬報』1971年8月10日増刊号『任侠藤純子 おんなの詩』「やくざ映画10年の系譜」で渡辺武信は解説しているが、これは誤りである。『人生劇場 飛車角』公開時のプレスシートに「東映やくざ路線の第一弾として重厚味を持った意欲作である」と明記され、『月刊明星』1963年4月号の『人生劇場 飛車角』を紹介する頁にも「東映が新しく打ち出した"やくざ路線"の第一弾」と書かれている。
つまり、ヤクザ映画の量産後に、東映なりジャーナリズムが「やくざ路線」と名付けたのではなく、本作の公開時のキャッチフレーズとして既に岡田が「やくざ路線」と名付けていたのである。岡田は映画界に「〇〇路線」という言葉を持ち込んだ人で、1962年に「東映ギャング路線」を成功させて以降、自身のプロデュース作品である『陸軍残虐物語』には「戦記路線」、『五番町夕霧楼』には「文芸路線」などと、営業が売りやすいよう、自身の企画映画は単発物として考えず、最初から路線化を目論み、路線とセットで売り出していた。　

#### 他社への波及
本作の成功を切っ掛けに他社も任侠映画の製作に乗り出した。日活は当時まだ石原裕次郎や小林旭を中心とする"日活アクション"が勢いを持続していたが、『人生劇場 飛車角』の四ヶ月後の1963年7月、日活の任侠映画第一弾として高橋英樹の『男の紋章』が封切られた。『男の紋章』はシリーズ化され、1963年8月の『関東遊侠伝』、11月の『関東無宿』では、小林旭が着流し侠客を演じた。以後任侠映画の本数が増え、石原裕次郎も1964年7月の『鉄火場破り』で任侠ものに主演した。1968年には渡哲也の現代やくざ映画『無頼』シリーズが始まった。興行不振の続く日活はやくざ映画の安定性に着目し、東映類似の作品を量産するようになった。アクション映画は東映より日活が先であったが、日活は東映のヤクザ映画に対抗し日活ニューアクションという若い客層を狙った路線を始めた。1967年東映は新作公開58本の内、37本がやくざ映画であったが、1969年の日活は新作53本中、35本のやくざ映画を製作した。そのほとんどが東映の正系やくざ映画に類似したものであった。
大映では1961年から勝新太郎の『悪名』が始まっていたが、任侠路線というほどの流れはなく、主流はあくまでも時代劇であった。ところが1965年、市川雷蔵の本格的な任侠もの『若親分』が登場してシリーズ化される。勝新太郎の『兵隊やくざ』シリーズも同じ年である。1966年には『女の賭場』を切っ掛けに江波杏子の『女賭博師』シリーズが生まれる。つぶれかけていた大映は東映のノウハウを借りて生き延びようと1969年、東映を干されていた高田宏治を呼び寄せ、市川雷蔵の遺作『博徒一代 血祭り不動』、安田道代の『関東おんな悪名』と『関東おんなド根性』を製作した。しかし本物のヤクザが監修していると噂された。「本物らしさ」や様式美に溢れた美学、スターのカリスマ性が本家に及ぶわけがなく、ヤクザ映画は東映の独壇場になった。

### エピソード（第1作）
- 岡田が翻案の承諾に尾崎の元へ部下を向かわせた際、尾崎は「ヤクザ映画になっては困る」と表題はあくまで『人生劇場』とし、岡田の『飛車角』を頑なに認めなかった[出典 77]。尾崎は岡田の出身地東広島市西条に本社のある賀茂鶴酒造の会長・石井武と早稲田大学時代からの親友で、広島の酒「賀茂鶴」が大好きと知っていた岡田は、賀茂鶴の社長にすぐに電話をかけて酒を取り寄せ、賀茂鶴の吟醸酒を三本持って尾崎宅へ足を運んだ[出典 78]。尾崎は当時、既に癌に侵されており病床に臥せってもう危ないと言われていた時期であったが「いや、岡田さんが来たんだから飲まないわけにいかない」と酒を酌み交わし、岡田の懇願に折れ『人生劇場 飛車角』の表題を認めた[37]。ただしそれには唯一つの条件があり、その内容とは自身をモデルとした青成瓢吉を必ず映画に登場させることであった[出典 79]。岡田は『人生劇場』というタイトルも使わない予定だった[25]。約束の杯を交わすとき、尾崎は「ヤクザが文句を言いに来るかもしれないが、その時は私に言いなさい。私が相手をしてあげるから」と岡田に言った[31]。
- 岡田の付けるタイトルは、インパクトとユニークさがあった[2]。この作品や『緋牡丹博徒』、『不良番長』、『新幹線大爆破』、『柳生一族の陰謀』なども岡田の考案であるが、意外なところでは『大奥㊙物語』で使用した「○秘（マルヒ）マーク」の考案者も岡田である[出典 80]。
- この作品を機に、鶴田と佐久間は数年間、不倫関係にあり、二人が演じた濡れ場は凄艶と言えるほどの哀愁に充ちたものであった[107]。
- この時期の二人の実生活でのアツアツぶりは有名であったが、続編『人生劇場 続飛車角』では、後年佐久間と結婚する平幹二朗と共演している[108]。
- 佐久間はそれまでほとんど良家の子女かOLという典型的なお嬢様女優で[出典 81]、もともと一年ぐらいのつもりで女優になったので[10]、撮影所からの帰りに「もうやめよう、もうやめよう」と思っていた時期[10]。女郎役という初の汚れ役に徹しきれるか不安視された[48]。岡田から「東映に新しい路線を作るのだ。大丈夫、君なら出来る」と励まされ[47]、佐久間は体当たりでこの役に挑んだ[47]。おとよ役で演技の幅を広げた佐久間は、女優を続けていく覚悟ができた[10]。ラストシーンの撮影を見学した岡田は「よし、いける! これなら『五番町夕霧楼』も彼女でやれる」とゴーサインを出し続く田坂具隆監督の文芸大作『五番町夕霧楼』の主演に抜擢し、佐久間はこれを代表作にした[出典 82]。任侠映画に於ける女性のイメージは、本作の佐久間がある程度形作ったとも評される[108]。『人生劇場 飛車角』のおとよ役が佐久間に女優としての転機をもたらした[出典 83]。2011年5月11日の岡田の告別式で佐久間は弔辞を読み、岡田に感謝の気持ちを伝えた[出典 84]。
- 監督・沢島忠は、任侠路線の端緒を開く大きな功績を残したが、「僕はメロドラマとして撮ったんです」と話しているように、任侠映画があまり好きではなかった[11]。戦後の闇市など苦汁体験を経ている沢島はヤクザが嫌いだった[7]。岡田は時代劇から仁侠路線に転換しても、沢島と中村錦之助を大黒柱に据えるつもりでいた[出典 85]。ところがこの二人は仁侠映画が好きでなく、この後の仁侠映画にはあまり関わろうとしなかった。岡田が京撮に戻って手掛け、仁侠路線を決定的なものにした『日本侠客伝』は、錦之助主演で準備していたものだった[78]。しかし錦之助がやる気がないと判断して『人生劇場 飛車角』で宮川役を好演した高倉健を主役に抜擢した[78]。『日本侠客伝』の一作目のみ、錦之助は脇で出演したが、錦之助の代わりに主役を張った高倉健の人気は爆発して一気に東映の大看板になった[11]。錦之助はこの年5月、俳優労組の旗頭に担ぎ上げられ会社に反撥する立場になり、社会問題への関心も見せ始めていて任侠映画を好まず[出典 86]。また岡田が引き入れた俊藤浩滋が京撮で力を持ち、沢島は俊藤と反りが合わず。撮影所に暴力団が常時徘徊する雰囲気に耐えられず[出典 87]、岡田が仁侠路線を強化し時代劇の製作終了を決定したため[出典 88]、東映を退社してしまった[出典 89]。本シリーズの大成功で任侠映画路線の端緒を開いた沢島は、結果として自身の愛する時代劇の製作終了という思いも及ばぬ事態を招いた[7]。沢島と仲のいい錦之助も続いて東映を退社した。
- この後、岡田とタッグを組んで任侠路線を拡大させる俊藤浩滋は、1960年に岡田に頼んで東映の外部プロデューサーになっていたが本作には関わっていない[86]。しかし「『人生劇場 飛車角』が大ヒットしたとき、私は血の騒ぐのを感じた。というのは、尾崎士郎の原作は何度も読んでいたから、飛車角にしろ吉良常にしろ、正真正銘のやくざであり、とくに『残侠篇』は純然たるやくざの世界を描いたものだということを知っていた。そうか、こういう映画をお客さんは面白がってくれるのか、と感動した（中略）これがやくざなんだという映画を自分なりに撮りたいと強烈に思った」などと話しており、俊藤が本格的に任侠映画をプロデュースするのが、岡田が京撮所長に戻り、京撮での仁侠映画路線第一弾として企画した鶴田浩二主演の『博徒』（1964年7月）であった[出典 90]。

### 評価（第1作）
- 笠原は本作の成功要因について「鶴田・佐久間の情炎もさることながら、なんといっても敵味方匕首を振りかざしての、ギラギラ、ヌルヌルの殺陣の迫真力が、観客に刺激を与えたからだろう。新しいチャンバラの開発に賭けた岡田所長の目論見通りにいったのである。世は池田首相の所得倍増計画に煽られ、東京オリンピック も開かれるとあって、国を挙げて高度経済成長へ狂奔しはじめたころだった。だれもかれもナリフリなど構ってはいられない。伝統も修練も知ったことか、儲け口があれば右に左に駆け出していって、単刀直入、即席で商売をしてしまう。そのバイタリティに応えるには、形式張った剣法にのっとって長い刀を悠長にこねくり回していたのでは間に合わない。匕首でいきなり相手の心臓を掻き切ってしまう、手っ取り早くて闘争本能剥き出しの喧嘩殺法こそ快感を充たす。〈ヤクザ映画〉は、一億日本人の〈匕首的〉物欲衝動とピッタリ息を合わせて、開花したのである」などと解説している[107]。